# Bangor and Aroostook Railroad
Die Bangor and Aroostook Railroad (BAR, auch B&A) ist eine ehemalige Eisenbahngesellschaft in den USA. Sie wurde am 3. Februar 1891 gegründet und betrieb 873 Kilometer normalspurige Eisenbahnstrecken im US-Bundesstaat Maine. In Greenville Junction, Brownville Junction, Presque Isle und Houlton gab es Verbindungen zur Canadian Pacific Railway, in St. Leonards zur Canadian National Railway, in Northern Maine Junction und Oldtown zur Maine Central Railroad. Der Firmensitz lag in Bangor. Seit 2003 gehört das Netz der BAR zur Montreal, Maine and Atlantic Railway.

## Geschichte

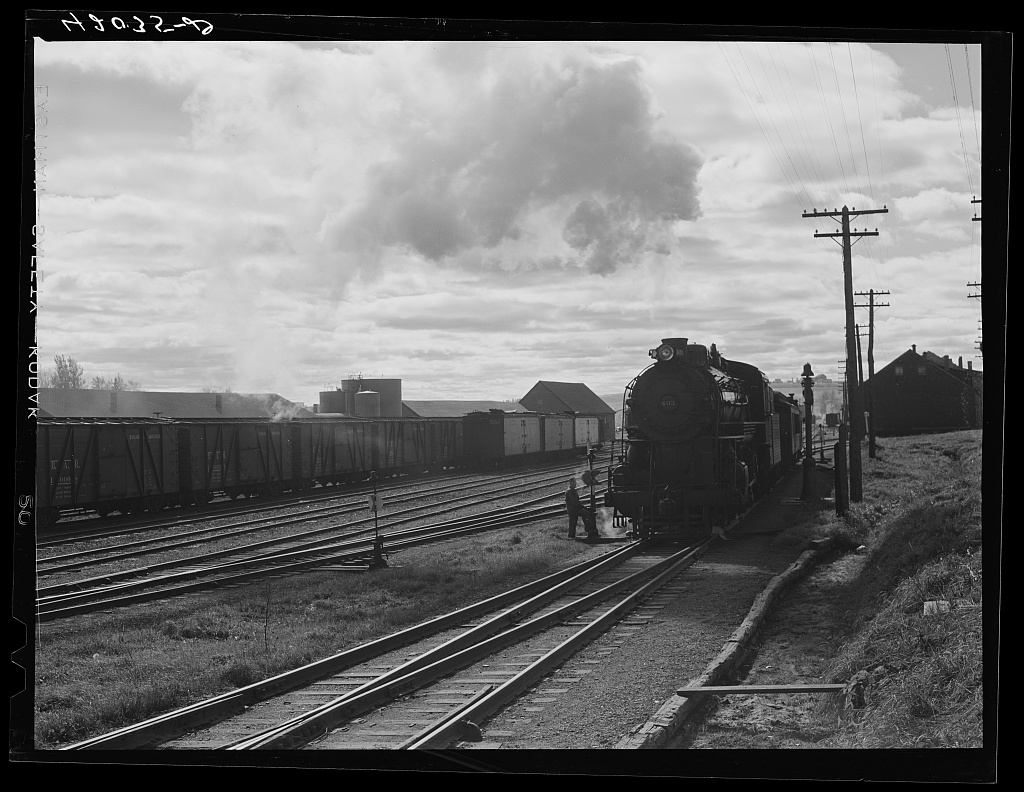
Zug der B&A in Caribou, Maine im Oktober 1940

Die Gesellschaft wurde hauptsächlich gegründet, um den Nordosten des Bundesstaats Maine an das Eisenbahnnetz anzubinden, sowie die Anlagen der Bangor and Piscataquis Railroad (Strecke Greenville–Old Town) und der Bangor and Katahdin Iron Works Railway (Strecke Milo Junction–Katahdin Iron Works) zu verbinden und zu übernehmen. Der Bau begann in Brownville und bereits 1893 erreichte die Strecke Houlton. Die flache Landschaft stellte dabei ein deutlich geringeres Problem dar, als die strengen und schneereichen Winter.

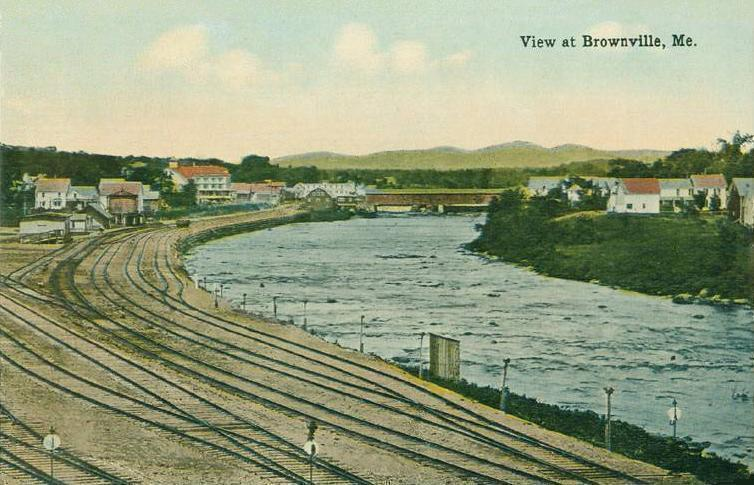
Gleise der B&A in Brownville, Maine, Postkarte 1912

Die Bangor&Aroostook leaste am 27. November 1897 die Aroostook Northern Railroad, die eine Strecke von Caribou nach Limestone betrieb und kaufte sie am 1. Juli 1901 endgültig auf. Am gleichen Tag erwarb die BAR auch die Patten and Sherman Railroad. Die Fish River Railroad, die den Ashland Branch der BAR nach Fort Kent verlängert hatte, wurde im Juli 1903 erworben. Im November 1906 übernahm die BAR die Schoodic Stream Railroad und pachtete am 7. Juli 1907 die Northern Maine Seaport Railroad (NMSRR).
Das Streckennetz der BAR wurde 1910 mit dem Lückenschluss zwischen Grand Isle und Fort Kent fertiggestellt. Um neben den Anschlüssen in Fort Fairfield und Houlton eine weitere Verbindung zum kanadischen Eisenbahnnetz zu erhalten, gründete die BAR am 30. Januar 1913 die Van Buren Bridge Company, die am 1. Mai 1915 die Eisenbahnbrücke von Van Buren ins kanadische St. Leonards eröffnete.

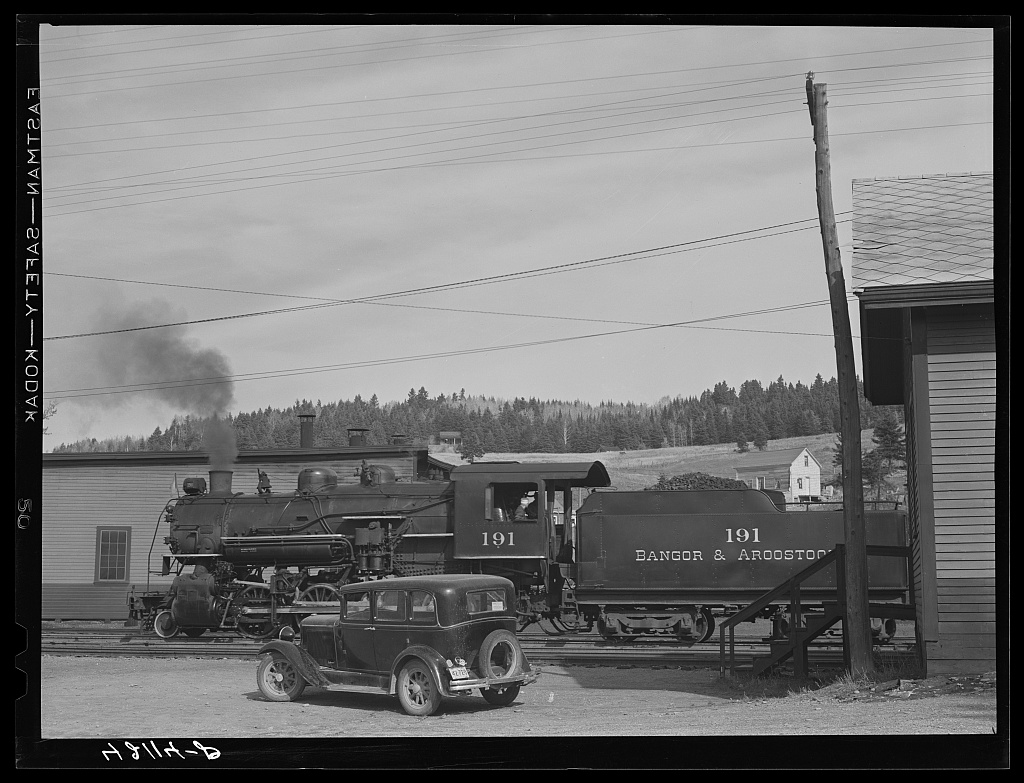
Lok 191 (Klasse G) der B&A in Caribou, Maine im Oktober 1940

Die Mitte der 1910er Jahre geplante Allagash Line, die in Packards an die Hauptstrecke anschließen sollte und parallel zum Allagash River bis an das Ende der Zweigstrecke nach St. Francis führen sollte, wurde nicht gebaut. Sie hätte den bis heute nahezu unbesiedelten Nordwesten des Bundesstaats erschlossen.
Im Geschäftsjahr 1909/10 besaß die BAR 93 Lokomotiven sowie 5576 Waggons (davon 5400 Güterwagen). Die vollständige Umstellung auf Diesellokomotiven war 1952 abgeschlossen. Der letzte Personenzug fuhr am 4. September 1961.
1960 wurde die Bangor and Aroostook Corporation als Holdinggesellschaft gegründet. 1964 ging die Bahngesellschaft an die neu gegründete Bangor Punta über. Dieser veräußerte ihre Anteile 1969 an die Amoskeag Company weiter. 1995 wurde die Gesellschaft von der Iron Road Railways übernommen, die jedoch 2002 pleiteging. Am 9. Januar 2003 wurde die Konkursmasse durch Rail World Inc. erworben und als Montreal, Maine and Atlantic Railway neu aufgestellt. 2006 bestanden von der Hauptstrecke noch die Abschnitte Brownville–Houlton, Phair–Caribou und Van Buren–Fort Kent und daneben die Strecken Brownville–South Lagrange–Searsport, Oakfield–Fort Kent, Squapan–Presque Isle sowie Van Buren–St. Leonards sowie die Stichstrecken nach Brownville Junction, East Millinocket, Limestone und Fort Fairfield. Die beiden letzten Strecken werden nicht mehr durch die ehemalige Hauptstrecke mit dem restlichen Netz verbunden, sondern über Squapan.

## Streckennetz

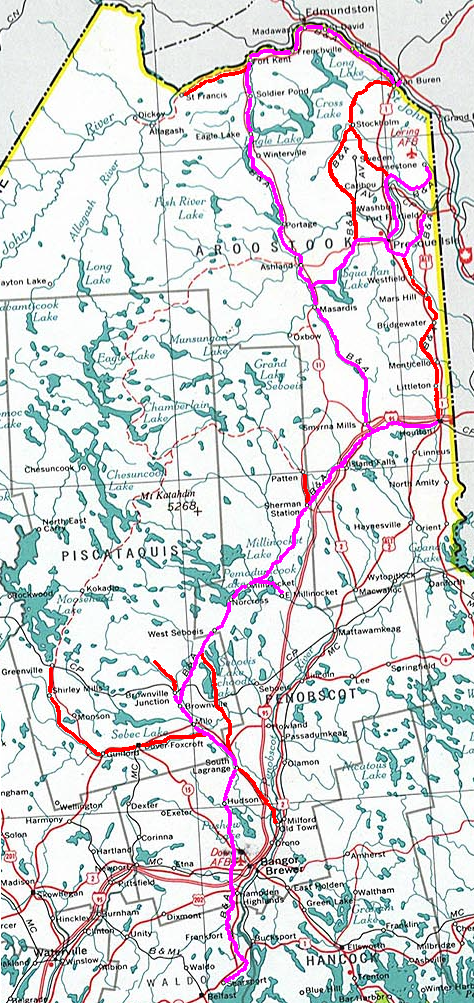
Streckennetz der Bangor&Aroostook Railroad
magenta = Strecke 2006 in Betrieb
rot = Strecke stillgelegt

Die Strecken der BAR sind zumeist eingleisig. Lediglich der Abschnitt Northern Maine Junction–South Lagrange und das kurze Streckenstück Packards–West Seboeis waren zweigleisig ausgebaut, sind jedoch mittlerweile wieder auf eingleisige Strecken zurückgebaut worden.
Folgende Bahnstrecken gehörten zum Netz der Bangor&Aroostook (von Süden nach Norden):
- Bahnstrecke South Lagrange–Searsport (in Betrieb)
- Bahnstrecke Cape Junction–Cape Jellison (stillgelegt)
- Bahnstrecke Old Town–Greenville (in Betrieb zwischen South Lagrange und Milo Junction)
- Bahnstrecke Derby–Katahdin Iron Works (in Betrieb bis Brownville Junction)
- Bahnstrecke South Lagrange–Packards (stillgelegt)
- Bahnstrecke Brownville–Saint-Leonard (in Betrieb bis Houlton, zwischen Phair und Caribou und ab Van Buren)
- Bahnstrecke Bowden–East Millinocket (in Betrieb)
- Bahnstrecke Patten Junction–Patten (stillgelegt)
- Bahnstrecke Oakfield–Fort Kent (in Betrieb)
- Bahnstrecke Squa Pan–Stockholm (in Betrieb zwischen Squa Pan und Mapleton)
- Bahnstrecke Mapleton–Presque Isle (in Betrieb)
- Bahnstrecke Phair–Fort Fairfield (in Betrieb)
- Bahnstrecke Caribou–Limestone (in Betrieb)
- Bahnstrecke Van Buren–Saint Francis (in Betrieb bis Fort Kent)

## Fahrzeugpark

### Dampflokomotiven
Die Bangor & Aroostook erwarb bei Betriebsbeginn die damals üblichen Dampflokomotiven mit der Achsfolge 2'B. Einige waren bereits über 20 Jahre alt. Bis zu Beginn des 20. Jahrhunderts wurde dieser Typ beschafft, dazu noch diverse Lokomotiven der Bauarten 1'C, 2'C und C. 1907 erfolgte dann die Beschaffung von drei Lokomotiven der Bauart „Consolidation“ (1'D). Diese Lokomotiven erfüllten die in sie gesetzten Erwartungen, sodass bis 1945 noch 24 weitere Loks dieses Typs geordert wurden. Im Güterzug-Durchgangsverkehr wurden sie jedoch ab 1929 von 2'D1'-Loks von ALCO (Baureihe M) abgelöst. Die Loks dieser Baureihe waren sehr leicht konstruiert und unterboten sogar die ähnliche Konstruktion der USRA. 1945 wurden die letzten neuen Lokomotiven und ein Jahr später die letzten gebrauchten Loks gekauft.
Für den Personenverkehr waren vor allem Lokomotiven der Bauart 2'C im Einsatz. Ab 1927 kamen dann noch fünf „Pacifics“ (2'C1') der Baureihe F dazu.
Der letzte reguläre mit einer Dampflok betriebene Zug fuhr am 22. Juli 1951.

### Diesellokomotiven

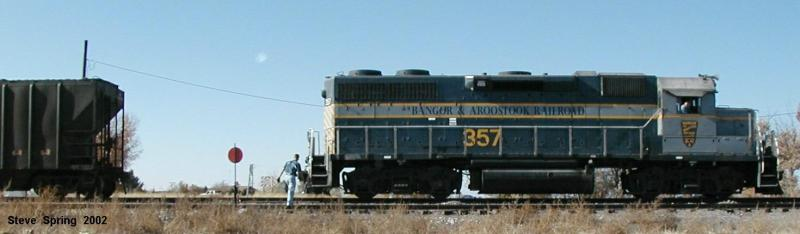
BAR-Lok 357, eingesetzt in Idaho

Im Juli 1946 wurde eine EMD F3 zu Probefahrten eingesetzt. Aufgrund des großen Einsparpotentials, das dabei deutlich wurde, entschied man sich den Lokpark in relativer kurzer Zeit auf Diesellokomotiven umzustellen. 1949 war die Umstellung großteils abgeschlossen, nur für den erhöhten Bedarf im Winter wurden noch Dampfloks eingesetzt. Dieselloks, die im Sommer nicht benötigt wurden, vermietete man an die Pennsylvania Railroad.
Bei den ersten Fahrzeugen handelte es sich um Dieselloks der Typen EMD F3 und EMD BL2, später kamen dann noch die Typen EMD GP7, GP9 und GP38 dazu. Diese waren auch bis zum Kauf der Bangor & Aroostook durch die Iron Road Railways im Einsatz.

## Personenverkehr
Im dünnbesiedelten Norden des Bundesstaats Maine war von Anfang an wenig Bedarf für Personenzüge. Die BAR wies daher die betriebliche Besonderheit auf, dass sie sonntags grundsätzlich keinen Personenverkehr anbot. Durchgehende Züge auf die Maine Central Railroad in Richtung Portland und weiter nach Boston gab es erst in den 1920er Jahren. Die beiden Expresszüge der BAR fuhren von Bangor über Houlton bis Van Buren. Bis zur Einstellung des Personenverkehrs auf dieser Strecke ca. 1930 fuhr einer der Expresszüge über die Abkürzungsstrecke bei Medford. Zu den Expresszügen kam ein Personenzug Bangor–Caribou sowie weitere Personenzüge auf kürzeren Relationen.
Auf den meisten Zweigstrecken fuhren zwei bis vier werktägliche Personenzugpaare, zumeist als Mixed Trains. Bemerkenswert waren dabei die Zugpaare Houlton–Ashland–St. Francis und Squa Pan–Van Buren–Fort Kent, die auf diesen Strecken die jeweils einzigen Züge mit Passagiertransport waren. Bereits um 1930 wurde der Personenverkehr auf den Strecken Bangor–Searsport, South Lagrange–Old Town, South Lagrange–Packards und Brownville Junction–Katahdin Iron Works eingestellt. Das übrige Netz folgte bis 1961.
Die Fahrzeit auf der Hauptstrecke betrug 1913 von Bangor bis Van Buren etwa acht bis neun Stunden. Der Personenzug Houlton–St. Francis benötigte 7,5 Stunden für die Strecke, von Squa Pan nach Fort Kent (über Van Buren) war man fünf Stunden unterwegs.

## Besondere Vorkommnisse
Von größeren Eisenbahnunglücken blieb die BAR verschont. Am 30. April 1911 wurde jedoch der Hauptsitz der BAR in Bangor durch einen Großbrand zerstört.

## Anhang